# Rörtjärnskölen
Rörtjärnskölen är ett naturreservat i Älvdalens kommun i Dalarnas län.
Området är naturskyddat sedan 2017 och är 558 hektar stort. Reservatet består av myrar och tallskog och granar i svackor.